# Quand te tues-tu ? (film, 1931)
Pour l’article homonyme, voir Quand te tues-tu ?.
Pour plus de détails, voir Fiche technique et Distribution.
Quand te tues-tu ? est un film américain pré-code réalisé par Roger Capellani, sorti en 1931. Il a été réalisé aux Studios de Joinville, où une version espagnole a été réalisée l'année suivante. Il a fait l'objet d'un remake en 1953 sous le titre Quand te tues-tu ?.

## Fiche technique
- Titre : Quand te tues-tu ?
- Titre anglais : When Do You Commit Suicide?
- Réalisation : Roger Capellani
- Scénario : Saint-Granier d'après un roman d'André Dahl
- Photographie : Fred Langenfeld
- Musique : Charles Borel-Clerc, Marcel Lattes
- Montage : Henriette Wurtzer[1]
- Société de production : Paramount Pictures
- Pays d'origine :  États-Unis
- Langue de tournage : Français
- Format : Noir et blanc — 35 mm — 1,37:1 — Son : Mono
- Genre : Comédie
- Durée : 80 minutes (1 h 20)
- Date de sortie: 
  - États-Unis : 20 novembre 1931

## Distribution
- Robert Burnier : Le vicomte Xavier du Venoux
- Noël-Noël : Léon Mirol
- Simone Vaudry : Gaby
- Madeleine Guitty : La concierge
- Palau : M. Lemant
- Jeanne Fusier-Gir : Virginie
- Christian Argentin
- Georges Bever
- Alexandre Dréan : Petavey
- Yvonne Hébert
- Armand Lurville
- M. Meyse
- Marc-Hély